# Zacharie de Pazzi de Bonneville
Zacharie de Pazzi de Bonneville (1710-) fue un ingeniero y escritor de Francia y se ignora la fecha de su muerte, pero vivía aun en 1771.

## Biografía
Bonneville fue un ingeniero de Francia, descendiente por parte materna de la familia de los Pazzi de Florencia, una de las primeras de la república de Florencia, célebres los Pazzi por sus conspiraciones contra los Médici, originaria del valle del Arno, dedicándose al comercio a fines del siglo XIV, adquiriendo grandes riquezas y ocupando las primeras dignidades del Estado de Florencia, y el jefe de familia fue Jacopo Pazzi y otro Francesco Pazzi fue banquero con el Papa Sixto IV, y tras el exilio son descendientes de los Pazzi de Florencia, los condes de Pac en Polonia.
Una rama de los Pazzi, tras el exilio, se establecieron en Lyon, donde nació Bonneville, y abraza la carrera de las armas y sirve en Prusia con el grado de capitán de ingenieros, y según Johann Samuel Ersch (1766-1828), laborioso bibliógrafo de Silesia, bibliotecario de la universidad de Jena, en su obra «La France Litéraire», Hambourg, B.G. Hoffmann, 1797-98, 3 vols., Bonneville pasó algún tiempo prisionero en la fortaleza de Spandau.
Bonneville empleado después en la guerra contra Inglaterra, que termina con la paz de 1763, y aprovecha su estancia en América para estudiar su producción y las costumbres de sus habitantes, y de retorno a Lyon en 1765, presenta una memoria a la corporación municipal sobre un nuevo método de remontar los barcos, por el Ródano y por la Saona, después de la confluencia hasta justo el interior de la villa, en el «Catálogo de los manuscritos de Lyon», III.
Bonneville dejó otras obras escritas, como las siguientes: la primera edición de la obra de Mauricio de Sajonia «Las ensoñaciones o memorias sobre el arte de la guerra», La Haya, 1756, «Espíritu de las reglas de táctica», «Los Lionases,..» obra dividida en cuatro partes siendo la primera una disertación sobre los progresos del arte de la guerra desde la antigüedad a los modernos, la segunda parte una descripción de Lyon y sus habitantes, la tercera parte trata de la guerra defensiva y la cuarta trata de reflexiones políticas y militares, «De la América y de los americanos» una crítica sólida de varias opiniones del canónico de Xanten en el ducado de Cléveris, Cornelius de Pauw (1739-17999), escritor y filósofo de Ámsterdam,  vertidas en su obra «Investigaciones filosóficas sobre los Americanos», Berlín, 1768-69, 2 vols.
Bonneville también escribió una obra militar intitulada «Un ensayo de fortificación»,  junto a Charles Vallancey (1721-1812), anticuario y general de ingenieros nacido en Inglaterra, quien residió en Irlanda gran parte de su vida y dejó escritas otras obras como las siguientes: «Un tratado de navegación:...», «Un informe sobre el Gran Canal», «Un ensayo sobre las antigüedades de la lengua irlandesa», «Una gramática de Iberno-Céltico», «Una reivindicación de la historia antigua de Irlanda», «Un esbozo de la batalla de Hobkirk's Hill», «Comparativa de un diccionario de lengua semítica y gaélico», «Un ensayo de los primitivos habitantes de Gran Bretaña e Irlanda».

## Obras
- De l'Amérique et des Américains,...., Berlín: Samuel Pitra, 1772.
- Les Lyonnaises protectrices...., Ámsterdam, 1771, in-8º.
- Nouvelles reveries ou notes et commentaires sur les parties sublimes de l'art de la guerre de Maurice, 1763.
- Esprit des lois de tactique et de differents institutions militaires, París, 1762, 2 vols, in-4º
- An essay on fortification:...., 1757.
- Les reveries ou Memories sur l'art de la guerre de Maurice, comte de Saxe, La Haye: P. Gosse, 1756.